# 王茂春
王茂春（1970年1月—），重庆市綦江区人，中华人民共和国政治人物。

## 生平
1970年1月，王茂春出生在四川省重庆市。1986年，王茂春进入四川省重庆市农业学校学习，毕业后留校工作。1991年6月，王茂春加入中国共产党。
1994年7月，王茂春成为重庆市巴南区人民法院的一名干部，1998年6月转任中共重庆市巴南区委组织部干部，次年月成为中共重庆市巴南区委办公室秘书科副科长、科长，2001年9月成为副主任。2002年3月，王茂春调回中共重庆市委组织部，2004年3月出任办公室副主任。2007年3月，王茂春调任中共重庆市委统战部四处（干部处）处长，2011年11月升任副部长。2016年10月，王茂春出任中共重庆市南岸区委副书记，同年12月兼任区委党校校长，2021年9月兼任区人民政府代理区长，10月正式出任区长。

### 落马
2024年11月5日，王茂春涉嫌严重违纪违法接受重庆市纪委监委纪律审查和监察调查。